# Megera (Hades)
Megera es un personaje del videojuego Hades de 2020. Ella es la primera gran oponente del protagonista, Zagreo, y recibe la tarea de impedir que Hades abandone el Inframundo. Fue creada por Greg Kasavin y diseñada por Jen Zee, y su diseño se hizo atractivo debido al deseo de Vee de apreciar la tradición clásica y la mentalidad de que los dioses son hermosos porque son dioses. Su voz es proporcionada por Avalon Penrose. La mayoría de las veces que se lucha contra ella, Zagreo viaja a través de la primera área del juego, Tártaro, y se puede encontrar en la Casa de Hades. Zagreo puede mantener una relación con ella solo o junto con el personaje Tánatos, y Megera consiente una relación poliamorosa entre los tres. Su relación poliamorosa, así como su relación con Zagreo, fue objeto de comentarios; un crítico sugirió que ella y Zagreo tienen una relación dominante-sumiso respectivamente. También ha sido bien recibida, elogiada por el atractivo de su voz.

## Concepto y creación
Megera es un personaje del Hades, basado en la figura mitológica del mismo nombre en la mitología griega.[cita requerida] Su diseño fue creado por Jen Zee.[cita requerida] Cuando se le preguntó por qué los diseños de los personajes del juego eran tan atractivos, el director creativo de Hades, Greg Kasavin, lo atribuyó a Jen Zee, la artista de personajes del juego. Afirmó que los diseños "deben en gran medida a la tradición clásica", algo que a Zee le importaba. Añadió que justificaban el gran atractivo de los dioses en virtud de ser dioses. Al crear personajes en 3D en el juego, el artista 3D Paige Carter utilizó a Megera o Tánatos, y personajes como Nyx se basaron en el modelo de Megera.
Kasavin abordó la posible relación poliamorosa entre Megera, Zagreo y Tánatos, señalando que fue algo que se desarrolló con el tiempo en lugar de estar presente desde el principio. Señaló que el poliamor tendría sentido para los dioses, ya que no enfrentaban los mismos desafíos que los mortales, aunque señaló que el poliamor también encajaba en el contexto de la Antigua Grecia.
Megera tiene la voz de Avalon Penrose. Penrose leyó varios personajes de Hades, pero finalmente obtuvo el papel de Megera. Al hacer su voz, comienza con su voz normal y ronca antes de quitarle las partes expresivas y cantarinas antes de bajarla lo más bajo que puede. Luego adopta un tono vocal suave, sin hablar más que en un susurro. A veces tuvo dificultades para permanecer en la voz de Meg, y regresó después de que el director de audio Darren Korb le pidiera que lo rehiciera con "un poco más de Meg". Antes de Megera, no había interpretado un interés romántico, y comentó lo mucho que disfrutaba de ciertas cualidades de Megera, como su "belleza aguda y brutal y su atletismo imponente", comentando que el fanart que representa a Megera como poderosa la hacía sentir empoderada.

## Apariciones
Megera es una jefa a la que Zagreo se enfrenta en múltiples ocasiones al final de la primera ubicación cuando Zagreo sale del Inframundo. Encargada de evitar que él se vaya, ella lucha hasta la muerte, tras lo cual él o ella es enviado de regreso a la Casa de Hades. Ella es una de las tres Hermanas Furia; una de sus otras dos hermanas, Tisiphone o Alecto, puede tomar su lugar. En la Casa de Hades, el jugador puede hacer que Zagreo le dé un néctar, lo que mejora la relación entre él y ella. Finalmente, Megera puede intentar seducir a Zagreo, lo cual el jugador puede elegir aceptar o rechazar. Si Zagreo está en una relación con Tánatos, Megera expresa su voluntad de involucrarse en una relación poliamorosa.

## Recepción
Megera fue nombrada uno de los 10 mejores personajes de 2020 por el escritor de Game Informer, Joe Juba, sintiendo que las repetidas batallas de Zagreo con Megera crean un impacto duradero, particularmente gracias a su "personalidad irónica y competitiva" que mejora el diálogo de Juba. Algunos fanáticos de Hades han expresado su atracción por la voz de Megera, y la actriz de voz Avalon Penrose señaló que el hecho de que las personas se sintieran atraídas por su voz creó una disonancia cognitiva, en parte debido a un insulto sobre que ella no era apta para papeles de "chica bonita". A la escritora de Destructoid, Noelle Warner, le gustó su actuación de voz, señaló que la hizo desmayar y la calificó como la actuación más destacada del juego. Ella atribuyó su atracción a las "voces bajas y ásperas" de Megera, y agregó que a pesar de no disfrutar del "negating", disfrutaba particularmente cuando Megera lo hacía. La escritora de The Gamer, Stacey Henley, criticó la pelea de jefe contra Megera. La describió como uno de los personajes más interesantes, así como uno de los primeros desafíos del juego, lo que sintió que ayudó a que su pelea de jefas fuera popular, pero argumentó que fue el peor encuentro del juego. Sintió que la pelea se parecía demasiado a un tutorial y que sus habilidades carecían de la diversidad de otros jefes, incluidas sus hermanas. Los escritores de Kotaku Nathan Grayson y Ari Notis hablaron sobre la relación entre Megera y Zagreo, y Grayson disfruta de cómo ella intenta mantener a Zagreo a distancia para que le resulte más fácil verlo como un oponente al que debe detener en lugar de una "especie de amigo extraño".
La relación entre Megara y Zagreo, así como la potencial relación poliamorosa que pudieran tener con Tánatos, fue tema de discusión por parte de los críticos. La escritora de The Mary Sue, Briana Lawrence, se sorprendió al descubrir que el poliamor entre los tres era posible y disfrutó viendo a Zagreo resolver los problemas que tiene con ellos sobre su intento de irse. Lawrence también habló sobre la relación entre ella y Dusa, sintiendo que Megera tiene el mismo amor platónico por Dusa que Zagreo tiene por Dusa. El escritor de Wired, Gabriel Aikins, también habló sobre el poliamor entre los tres, así como sobre la cuestión del perversión y el consentimiento en su relación. Argumentaron que las relaciones poliamorosas eran una rareza en los medios, los juegos o cualquier otro ámbito. En Kink, Aikins discutió la interpretación de la relación de Megera y Zagreo como una relación dominante-sumisa, con Megera como la sádica y Zagreo como el masoquista, sugiriendo que esto se correlacionaba con la experiencia de juego de las múltiples batallas de Megera y Zagreo entre sí. La apariencia andrógina de Magaera representaba para la escritora de Wired, Autumn Wright, una "subversión a la tradición clásica" en la cultura griega antigua, y esta androginia sería considerada degradante para Zagreo. La escritora de Comic Book Resource, Noelle Corbett, sintió que el trío representaba tres concepciones diferentes de la antigua Grecia sobre el amor, y que Megera representaba específicamente a Eros debido a su franqueza y pasión sexual.